# Grand Canyon Village
Pour les articles homonymes, voir Grand Canyon (homonymie).
Grand Canyon Village est une census-designated place du comté de Coconino, en Arizona, dans le sud-ouest des États-Unis. Située au bord du Grand Canyon, la localité est protégée au sein du parc national du Grand Canyon.
Y sont situées les El Tovar Stables, des écuries formant un district historique, ainsi que la Water Reclamation Plant, une ancienne station d'épuration inscrite au Registre national des lieux historiques.